# روث بي. لوف
روث بي. لوف (بالإنجليزية: Ruth B. Love)‏ هي مؤلفة أمريكية، ولدت في 22 أبريل 1943 في لوتون في الولايات المتحدة.